# Nakahara Mitsunobu
Nakahara Mitsunobu (中原光信 なかはら みつのぶ, Trung Nguyên Quang Tín) (1922-2003) là một quân nhân người Nhật Bản. Từng phục vụ trong Lục quân Đế quốc Nhật Bản với cấp bậc là Thiếu úy, ông đã tham gia cuộc chiến tranh giành độc lập của Việt Nam, làm một giảng viên quân sự tại Trường lục quân trung học Quảng Ngãi trên tư cách là một Chiến sĩ "Việt Nam mới" với tên Nguyễn Minh Ngọc.

## Cuộc đời
Mitsunobu Nakahara sinh năm Taisho thứ 11 (1922) tại tỉnh Ehime. Sau khi vào Đại học Hosei, ông từng là đội trưởng câu lạc bộ Kendo. Sau khi tốt nghiệp năm 1944, ông gia nhập quân đội. Sau khi tốt nghiệp Trường Sĩ quan dự bị Lục quân Kumamoto, ông được bổ nhiệm đến Huế, làm sĩ quan phụ trách liên lạc của Lữ đoàn độc lập hợp thành số 34.
Khi quân Nhật đã suy yếu trên chiến trường và đứng trước nguy cơ thất bại rõ ràng, tổ chức Việt Minh đã cho người bắt liên lạc với quân đội Nhật nhằm tìm kiếm nguồn cung cấp vũ khí và sự ủng hộ công cuộc giành độc lập của họ. Một trong những đầu mối đó là Tham mưu trưởng của Lữ đoàn 34, Thiếu tá Igawa Sei. Tháng 7 năm 1945, Nakahara được giao nhiệm vụ làm liên lạc viên giữa Thiếu tá Igawa và những người Việt Minh. Sau khi Nhật Bản đầu hàng, ông nhận lệnh từ Thiếu tá Igawa rút lực lượng bảo vệ kho vũ khí thu được của quân Pháp trong chiến dịch Đông Dương, để ngỏ cho những người Việt Minh thu nhận.
Đầu năm 1946, để không phải đầu hàng quân đội Trung Hoa Dân quốc, ông đã rời khỏi đơn vị tại Đà Nẵng và gia nhập Việt Minh. Thượng cấp của ông, Thiếu tá Igawa đã theo Việt Minh từ trước đó, đang ở Bình Định. Cùng đi với ông, có khoảng mười hạ sĩ quan của Lữ đoàn 34. Sau một thời gian chữa trị bệnh sốt rét, ông được cử làm huấn luyện viên quân sự cho Việt Minh với tên mới là Nguyễn Minh Ngọc. Đầu tháng 4 năm 1946, ông được cử đến Tuy Hòa để hướng dẫn chiến thuật ngăn chặn quân Pháp tiến lên phía Bắc dọc theo bờ biển. Sau khi hoàn thành nhiệm vụ và trở về Bộ Tư lệnh Chiến khu 5, ông dự định tháp tùng thượng cấp cũ Igawa (lúc ngày mang tiên Việt là Lê Chí Ngọ) lên Tây Nguyên, nhưng không được Igawa chấp thuận. Trong chuyến đi này, Igawa Sei - Lê Chí Ngọ hy sinh trong một trận không kích của quân Pháp tại Pleiku.
Khi trường lục quân trung học Quảng Ngãi được thành lập, ông được bổ nhiệm làm giảng viên phụ trách Đại đội 2 của trường. Năm 1947, ông được điều ra Bắc. Trong một trận đánh tại Nam Định, quân Việt Minh chịu nhiều thương vong khi tấn công vào một cứ điểm của quân Pháp và đứng trước nguy cơ thất bại, Nakahara đã đề nghị với chỉ huy trung đoàn cho phép mình trực tiếp ngắm pháo bắn thẳng vào chỉ huy sở của quân Pháp, gây thiệt hại cho quân đội Pháp. Sau trận này, Nakahara được tiếp kiến Tổng tư lệnh Võ Nguyên Giáp. Tháng 4 năm 1948, ông được bổ nhiệm làm giảng viên trường Võ bị Trần Quốc Tuấn, đóng tại Đồng Hỷ, Thái Nguyên.
Từ năm 1951 đến năm 1954, ông được rút về Cục Quân huấn thuộc Bộ Tổng tham mưu, cùng với một số đồng hương người Nhật đóng góp soạn thảo các phương pháp huấn luyện chiến thuật, tấn công cứ điểm cho quân đội Việt Nam.
Sau khi hồi hương trở về Nhật Bản vào năm 1955, ông cùng một số đồng đội cũ thành lập Hội Mậu dịch Nhật-Việt trở thành chủ tịch của Hội. Trên vai trò đó, ông đã có nhiều đóng góp quan trọng trong việt hỗ trợ kinh tế cho Việt Nam trong công cuộc thống nhất đất nước và thúc đẩy giao lưu kinh tế giữa Nhật Bản và Việt Nam.
Năm 1990, nhân dịp Bộ trưởng Ngoại giao Việt Nam Nguyễn Cơ Thạch sang thăm Nhật Bản, một bữa tiệc họp mặt những Chiến sĩ "Việt Nam mới" người Nhật đã được tổ chức. Ông được mời tham dự và được nhắc đến một cách trang trọng tại bữa tiệc.
Năm 1996, ông cùng 2 cựu giảng viên của trường Lục quân trung học Quảng Ngãi, Tanimoto Kikuo (谷本 喜久男) và Kamo Tokuji (加茂徳治), được mời sang Hà Nội gặp gỡ với các cựu chiến binh Việt Nam, những học trò cũ của các ông trong cuộc Kháng chiến chống Pháp. Một số người đã mang cấp bậc tướng lĩnh như Thiếu tướng Phan Thái...
Nakahara Mitsunobu - Nguyễn Minh Ngọc qua đời ngày 12 tháng 7 năm 2003 tại thành phố Kamakura, tỉnh Kanagawa, hưởng thọ 81 tuổi.

## Giải thưởng
- Huân chương Quân công hạng Ba
- Huân chương Chiến công hạng Nhất